# Mexikos Grand Prix 2022
Mexikos Grand Prix 2022, officiellt Fornula 1 Grand Premio De La Ciudad De México 2022, var ett Formel 1-lopp som kördes den 30 oktober 2022 på Autódromo Hermanos Rodríguez i Mexico City i Mexiko. Loppet var det tjugonde loppet ingående i Formel 1-säsongen 2022 och kördes över 71 varv.

## Ställning i mästerskapet före loppet
| Pos. | Förare            | Poäng |
| ---- | ----------------- | ----- |
| 1    | Max Verstappen    | 391   |
| 2    | Charles Leclerc   | 267   |
| 3    | Sergio Pérez      | 265   |
| 4    | George Russell    | 218   |
| 5    | Carlos Sainz, Jr. | 202   |

| Pos. | Konstruktör      | Poäng |
| ---- | ---------------- | ----- |
| 1    | Red Bull         | 656   |
| 2    | Ferrari          | 469   |
| 3    | Mercedes         | 416   |
| 4    | Alpine-Renault   | 114   |
| 5    | McLaren-Mercedes | 138   |

- Notering: Endast de fem bästa placeringarna i vardera mästerskap finns med på listorna.

### Däckval
Däckleverantören Pirelli tog med sig däckblandningarna C2, C3 och C4 (betecknade hårda, medium respektive mjuka) för stallen att använda under tävlingshelgen.

### Träning
Träning 2 kördes under en timme och trettio minuter på grund av att Pirelli anordnade däcktester på kommande års torrdäck.

### Deltagare
Under träning 1 körde Nyck de Vries istället för George Russell, Pietro Fittipaldi körde istället för Kevin Magnussen, Jack Doohan körde istället för Esteban Ocon, Liam Lawson körde istället för Yuki Tsunoda och Logan Sargeant körde istället för Alexander Albon. Detta för att reglerna säger att minst två rookies ska köra ett träningspass för respektive stall under formel 1-säsongen.

## Kvalet
Max Verstappen tog pole position med George Russell på andraplats. På tredjeplats kom Russells stallkamrat Lewis Hamilton.
| Pos.                    | Nr. | Förare            | Konstruktör           | Kvaltider | Kvaltider | Kvaltider | Start- grid |
| Pos.                    | Nr. | Förare            | Konstruktör           | Q1        | Q2        | Q3        | Start- grid |
| ----------------------- | --- | ----------------- | --------------------- | --------- | --------- | --------- | ----------- |
| 1                       | 1   | Max Verstappen    | Red Bull              | 1:19.222  | 1:18.566  | 1:17.775  | 1           |
| 2                       | 63  | George Russell    | Mercedes              | 1:19.583  | 1:18.565  | 1:18.079  | 2           |
| 3                       | 44  | Lewis Hamilton    | Mercedes              | 1:19.169  | 1:18.552  | 1:18.084  | 3           |
| 4                       | 11  | Sergio Pérez      | Red Bull              | 1:19.706  | 1:18.615  | 1:18.128  | 4           |
| 5                       | 55  | Carlos Sainz, Jr. | Ferrari               | 1:19.566  | 1:18.560  | 1:18.351  | 5           |
| 6                       | 77  | Valtteri Bottas   | Alfa Romeo-Ferrari    | 1:19.523  | 1:18.762  | 1:18.401  | 6           |
| 7                       | 16  | Charles Leclerc   | Ferrari               | 1:19.505  | 1:19.109  | 1:18.555  | 7           |
| 8                       | 4   | Lando Norris      | McLaren-Mercedes      | 1:19.857  | 1:19.119  | 1:18.721  | 8           |
| 9                       | 14  | Fernando Alonso   | Alpine-Renault        | 1:20.006  | 1:19.272  | 1:18.939  | 9           |
| 10                      | 31  | Esteban Ocon      | Alpine-Renault        | 1:19.945  | 1:19.081  | 1:19.010  | 10          |
| 11                      | 3   | Daniel Ricciardo  | McLaren-Mercedes      | 1:20.279  | 1:19.325  | N/A       | 11          |
| 12                      | 24  | Zhou Guanyu       | Alfa Romeo-Ferrari    | 1:20.283  | 1:19.476  | N/A       | 12          |
| 13                      | 22  | Yuki Tsunoda      | AlphaTauri-RBPT       | 1:19.907  | 1:19.589  | N/A       | 13          |
| 14                      | 10  | Pierre Gasly      | AlphaTauri-RBPT       | 1:20.256  | 1:19.672  | N/A       | 14          |
| 15                      | 20  | Kevin Magnussen   | Haas-Ferrari          | 1:20.293  | 1:19.833  | N/A       | 19          |
| 16                      | 47  | Mick Schumacher   | Haas-Ferrari          | 1:20.419  | N/A       | N/A       | 15          |
| 17                      | 5   | Sebastian Vettel  | Aston Martin-Mercedes | 1:20.419  | N/A       | N/A       | 16          |
| 18                      | 18  | Lance Stroll      | Aston Martin-Mercedes | 1:20.520  | N/A       | N/A       | 20          |
| 19                      | 23  | Alexander Albon   | Williams-Mercedes     | 1:20.859  | N/A       | N/A       | 17          |
| 20                      | 6   | Nicholas Latifi   | Williams-Mercedes     | 1:21.167  | N/A       | N/A       | 18          |
| 107 %-gränsen: 1:24.710 |     |                   |                       |           |           |           |             |
| Källor:                 |     |                   |                       |           |           |           |             |

Noter
1. ↑  Kevin Magnussen kvalade på 15:e plats, men fick en bestraffning för att han har använt för många kraftenhetselement.[6]
2. 1 2  Sebastian Vettel och Mick Schumacher satte identiska varv tider. Schumacher blev kvalificerad framför Vettel för att han satt tiden tidigare.
3. ↑  Lance Stroll kvalade på 18:e plats, men fick en bestraffning för att han hade orsakat en kollision under USA:s Grand Prix.

## Loppet
Max Verstappen vann loppet och tog i och med detta sin 14:e seger för säsongen. Han slog därmed det tidigare rekordet på 13 segrar under en säsong som innehades av Michael Schumacher och Sebastian Vettel. På andraplats kom Lewis Hamilton medan Sergio Perez kom på tredjeplats.
| Pos.                                                          | No. | Förare            | Konstruktör           | Varv | Tid/Bröt        | Grid | Poäng |
| ------------------------------------------------------------- | --- | ----------------- | --------------------- | ---- | --------------- | ---- | ----- |
| 1                                                             | 1   | Max Verstappen    | Red Bull              | 71   | 1:38:36.729     | 1    | 25    |
| 2                                                             | 44  | Lewis Hamilton    | Mercedes              | 71   | +15.186         | 3    | 18    |
| 3                                                             | 11  | Sergio Pérez      | Red Bull              | 71   | +18.097         | 4    | 15    |
| 4                                                             | 63  | George Russell    | Mercedes              | 71   | +49.431         | 2    | 131   |
| 5                                                             | 55  | Carlos Sainz, Jr. | Ferrari               | 71   | +58.123         | 5    | 10    |
| 6                                                             | 16  | Charles Leclerc   | Ferrari               | 71   | +1:08.774       | 7    | 8     |
| 7                                                             | 3   | Daniel Ricciardo  | McLaren-Mercedes      | 70   | + 1 varv2       | 11   | 6     |
| 8                                                             | 31  | Esteban Ocon      | Alpine-Renault        | 70   | + 1 varv        | 10   | 4     |
| 9                                                             | 4   | Lando Norris      | McLaren-Mercedes      | 70   | + 1 varv        | 8    | 2     |
| 10                                                            | 77  | Valtteri Bottas   | Alfa Romeo-Ferrari    | 70   | + 1 varv        | 6    | 1     |
| 11                                                            | 10  | Pierre Gasly      | AlphaTauri-RBPT       | 70   | + 1 varv        | 14   |       |
| 12                                                            | 23  | Alexander Albon   | Williams-Mercedes     | 70   | + 1 varv        | 17   |       |
| 13                                                            | 24  | Zhou Guanyu       | Alfa Romeo-Ferrari    | 70   | + 1 varv        | 12   |       |
| 14                                                            | 5   | Sebastian Vettel  | Aston Martin-Mercedes | 70   | + 1 varv        | 16   |       |
| 15                                                            | 18  | Lance Stroll      | Aston Martin-Mercedes | 70   | + 1 varv        | 20   |       |
| 16                                                            | 47  | Mick Schumacher   | Haas-Ferrari          | 70   | + 1 varv        | 15   |       |
| 17                                                            | 20  | Kevin Magnussen   | Haas-Ferrari          | 70   | + 1 varv        | 19   |       |
| 18                                                            | 6   | Nicholas Latifi   | Williams-Mercedes     | 69   | + 2 varv        | 18   |       |
| 193                                                           | 14  | Fernando Alonso   | Alpine-Renault        | 63   | Motor           | 9    |       |
| Ret                                                           | 22  | Yuki Tsunoda      | AlphaTauri-RBPT       | 50   | Kollissionskada | 13   |       |
| Snabbaste varv: George Russell (Mercedes) – 1:20.153 (lap 71) |     |                   |                       |      |                 |      |       |
| Källor:                                                       |     |                   |                       |      |                 |      |       |

Noter
- ^1  – Inkluderar en poäng för snabbaste varv.[11]
- ^2  – Daniel Ricciardo fick tio sekunders bestraffning för att ha orsakat en kollision med Yuki Tsunoda. Hans slutposition påverkades inte av bestraffningen.[10]
- ^3  – Fernando Alonso klassificerades eftersom han kört färdigt mer än 90% av racedistansen.[10]